# Марсело Торріко
Марсело Торріко (ісп. Marcelo Torrico, нар. 11 січня 1972, Кочабамба) — болівійський футболіст, що грав на позиції воротаря.
Виступав, зокрема, за клуб «Зе Стронгест», а також національну збірну Болівії.

## Клубна кар'єра
У дорослому футболі дебютував 1992 року виступами за команду «Зе Стронгест», в якій провів п'ять сезонів, взявши участь у 66 матчах чемпіонату. 
Завершив ігрову кар'єру у команді «Хорхе Вільстерман», за яку виступав протягом 1998—1999 років.

## Виступи за збірну
У 1993 році дебютував в офіційних матчах у складі національної збірної Болівії.
У складі збірної був учасником розіграшу Кубка Америки 1993 року в Еквадорі, чемпіонату світу 1994 року у США, розіграшу Кубка Америки 1995 року в Уругваї.
Загалом протягом кар'єри в національній команді, яка тривала 3 роки, провів у її формі 2 матчі.